# Chmielno (gemeente)
De gemeente Chmielno is een landgemeente in het Poolse woiwodschap Pommeren, in powiat Kartuski.
De zetel van de gemeente is in Chmielno.
sołectwo: Chmielno, Przewóz, Zawory, Cieszenie, Miechucino, Reskowo, Borzestowska Huta, Borzestowo, Garcz, Kożyczkowo.
Op 30 juni 2004 telde de gemeente 6381 inwoners.

## Oppervlakte gegevens
In 2002 bedroeg de totale oppervlakte van gemeente Chmielno 79,18 km², waarvan:
- agrarisch gebied: 60%
- bossen: 13%

De gemeente beslaat 7,07% van de totale oppervlakte van de powiat.

## Demografie
Stand op 30 juni 2004:
| Omschrijving                   | Totaal | Totaal | Vrouwen | Vrouwen | Mannen | Mannen |
| ------------------------------ | ------ | ------ | ------- | ------- | ------ | ------ |
| eenheid                        | aantal | %      | aantal  | %       | aantal | %      |
| inwoners                       | 6381   | 100    | 3148    | 49,3    | 3233   | 50,7   |
| bevolkingsdichtheid (inw./km²) | 80,6   | 80,6   | 39,8    | 39,8    | 40,8   | 40,8   |

In 2002 bedroeg het gemiddelde inkomen per inwoner 1587,78 zł.

## Aangrenzende gemeenten
Kartuzy, Sierakowice, Stężyca
- Library of Congress Control Number: n2003055721
- Nationale Bibliotheek van Israël: 987007496633505171
- Virtual International Authority File: 152642797